# 郑有庆
郑有庆（韓語：정유경，1968年12月8日—），大韓民國電視編劇。

## 作品

### 電視劇
- 1996年：MBC《蘋果花飄香》
- 1998年：MBC《天涯海角》
- 1999年：MBC《她的眼淚》
- 2000年：MBC《秘密》
- 2001年：MBC《潘達熊我的愛》
- 2002年：MBC《贤贞我爱你》
- 2006年：MBC《你来自哪颗星》
- 2007年：KBS《仁順真漂亮》
- 2010年：KBS《嫁給我吧》
- 2013年：KBS《最佳李純信》
- 2016年：MBC《結婚契約》

### 電影
- 2006年：《國境之南》

## 外部連結
- NAVER搜索